# Fiat–Revelli Modello 1935

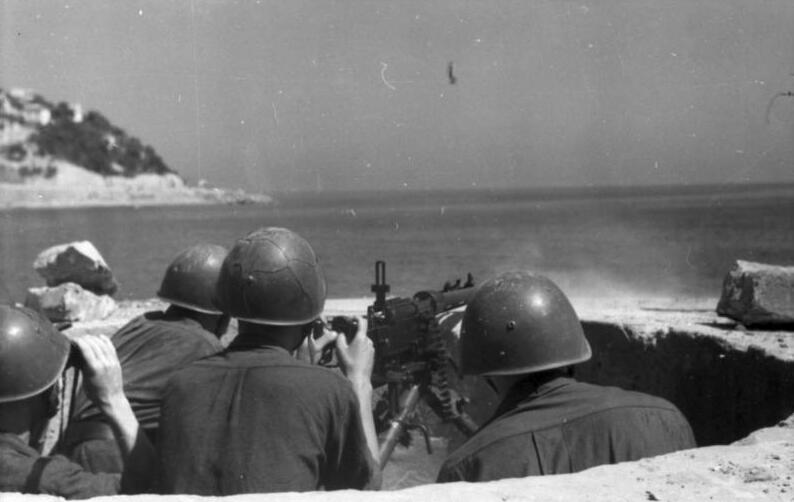
Soldados italianos disparando uma Fiat-Revelli 35.

A Fiat-Revelli 35 era uma metralhadora italiana, uma versão modificada da Fiat-Revelli Modello 1914, a qual equipou o Exército Italiano na Primeira Guerra Mundial. Foi uma grande melhoria em relação ao modelo inicial, oferecendo poder de penetração superior devido ao adoção de uma fita de munição de 8 mm (8x59). A Modello 35 também omitiu o reservatório de óleo encontrado na Modello 14 anterior. Mais tarde, descobriu-se que a nova câmara ainda emperrava e as munições precisavam ser lubrificadas antes do uso. Apesar de suas falhas, a Modello 35 teve ampla ação durante a Segunda Guerra Mundial.

## Visão geral

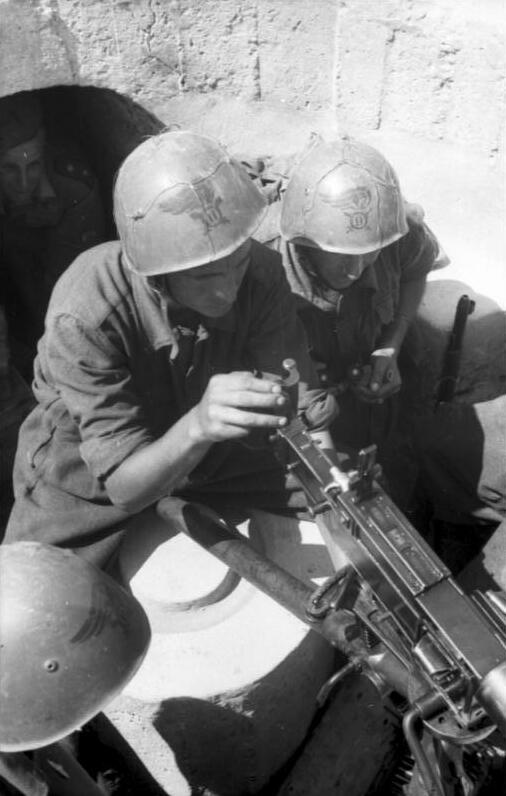
Soldados italianos mirando uma Fiat-Revelli 35.

A arma tem um comprimento total de 1700 mm, incluindo o cano de 650 mm. Descarregada, a arma pesava 17 kg, enquanto o tripé pesava 23 kg. Assim como o Modello 1914, o Modello 35 é um sistema de armas completo composto pela unidade da metralhadora, o conjunto de montagem do tripé e o suprimento de munição e, portanto, exigia uma tripulação de várias pessoas para operar.
A Modello 1914 foi amplamente utilizada durante a Primeira Guerra Mundial, mas suas falhas (peso excessivo, refrigeração a água e uso do 6,5x52mm Carcano de baixa potência) tornaram-se cada vez mais aparentes com o passar do tempo; enquanto o exército italiano começava a desenvolver a nova Breda M37, considerou-se conveniente modernizar as muitas Modello 1914 ainda existentes. A Modello 35 optou por uma alimentação por fita mais convencional, refrigeração a ar, recâmara para o 8x59mm RB Breda e, após tentativa frustrada, descartar uma bomba de óleo para lubrificar as balas como na metralhadora leve Breda 30 (mas algumas fontes afirmam que, como a Modello 1914, esta arma ainda apresentava este projeto problemático, que não é mencionado em nenhum dos manuais técnicos). Além disso, a metralhadora tendia a disparar sozinha quando o cano superaquecia.
A recâmara para o calibre 8 mm e a adoção de alimentação por fita conseguiram melhorar tanto o poder de parada quanto a cadência de tiro da metralhadora; no entanto, ela supostamente sofria de emperramentos com bastante frequência.